# Блекендорф
Блекендорф (нім. Blekendorf) — громада в Німеччині, розташована в землі Шлезвіг-Гольштейн. Входить до складу району Плен. Складова частина об'єднання громад Лютьєнбург.
Площа — 38,34 км2. Населення становить 1694 ос. (станом на 31 грудня 2020).